# Při mně stůj
Při mně stůj je název druhého řadového alba pražské písničkářky Radůzy. Nahráno bylo v pražském studiu Largo a vyšlo v roce 2003. Tvoří jej celkem 16 skladeb, produkci a hudební režii alba Radůza svěřila své přítelkyni Zuzaně Navarové.
Na píseň „Studený nohy“ vznikl animovaný klip Lukáše Uchytila ze zlínské Vyšší odborné školy filmové.

## Seznam skladeb
1. „Jedem“ – 2:28
2. „Žlutý gladioly“ – 3:34
3. „Oh, madame“ – 2:55
4. „Mikuláš“ – 3:03
5. „Studený nohy“ – 2:57
6. „Půjdu, kam chci“ – 2:49
7. „Větře můj“ – 4:11
8. „Krahujci“ – 2:07
9. „Na koníčka vyskočím“ – 2:25
10. „Orel“ – 2:02
11. „Bremen“ – 3:49
12. „Tam, pod Ještědem“ – 2:39
13. „Až kočka zapřede“ – 3:01
14. „Polož mě“ – 2:34
15. „Zvony“ – 2:00
16. „Ať není mi líto“ – 4:50

## Obsazení
- Radůza – zpěv, akordeon, kytara, smyčec, pískání, hudba a texty
- Omar Khaouaj – kytara (5, 11)
- Zuzana Navarová d.T. – činel, zvonek z Radůzina jízdního kola
- František Raba – kontrabas (5, 11)